# Typhlodromus coryphus
Typhlodromus coryphus är en spindeldjursart som beskrevs av Wu 1985. Typhlodromus coryphus ingår i släktet Typhlodromus och familjen Phytoseiidae. Inga underarter finns listade i Catalogue of Life.